# Forns de baix de Can Ginebreda
Els Forns de baix de Can Ginebreda estan a Gelida (Alt Penedès) i són inclosos a l'Inventari del Patrimoni Arquitectònic de Catalunya.

## Descripció
- Es tracta de dos forns ubicats en el mateix marge de la tartera.
- Pedrera situada darrere dels forns.
- En alguns articles el topònim és el de "Forns del Vallbardina" pel torrent que passa a tocar dels forns.